# Radwan Al Azhar
Mohamad Radwan Al Azhar (arab. ‏رضوان الأزهر‎; ur. 12 maja 1979 w Damaszku) – syryjski piłkarz, grający na pozycji bramkarza w klubie Al-Wahda Damaszek.

## Kariera klubowa
Radwan Al Azhar rozpoczął swoją zawodową karierę w 2002 roku w klubie Al-Jaish Damaszek. Z Al-Jaish zdobył mistrzostwo Syrii w 2003, Puchar Syrii w 2004 oraz Puchar AFC w 2004. W latach 2008–2010 występował w Al-Wahda Damaszek. Od 2010 do 2016 był zawodnikiem Al-Majd Damaszek. W 2016 wrócił do Al-Wahda

## Kariera reprezentacyjna
W reprezentacji Syrii Al Azhar zadebiutował w 2005 roku. W 2011 został powołany na Puchar Azji. W reprezentacji rozegrał 17 spotkań.